# 11787 Baumanka
11787 Baumanka è un asteroide della fascia principale. Scoperto nel 1977, presenta un'orbita caratterizzata da un semiasse maggiore pari a 2,6639748 UA e da un'eccentricità di 0,1774267, inclinata di 13,33843° rispetto all'eclittica.